# Madiars
Les Madiars, Madjars (russe : maжap [maʒaɾ] ; hongrois : madjar, pluriel : madjarok) ou Magyars du Kazakhstan (russe : Казахские маджары) désignent un groupe ethno-linguistique du Kazakhstan, habitant l'oblys de Kostanaï. Après des tests génétiques portant sur les lignées paternelles, le chercheur hongrois András Zsolt Bíró a mis en évidence que les Madiars sont plus proches génétiquement de la population hongroise que des groupes ethniques géographiquement plus proches.